# الواد سيد الشغال (مسرحية)
الواد سيد الشغال هي مسرحية مصرية كوميدية تم إصدراها عام 1985 في مصر، وقد تجاوزت مدتها الساعتين والاربعون دقيقة، حيث شارك في البطولة كل من الممثل المصري عادل إمام، عمر الحريري، رجاء الجداوي وغيرهم.
في بداية عروض المسرحية كانت البطولة النسائية للفنانة سوسن بدر، إلا إنها اعتذرت عن استكمال دورها بعد ذلك وحلت محلها الفنانة مشيرة إسماعيل. واستمرت عروض المسرحية لمدة 8 سنوات.
هذا وتجدر الإشارة إلى أن أحداث وفصول هذه المسرحية تتشابه إلى حد كبير مع فيلم مصري حمل عنوان طلاق سعاد هانم.

## قصة المسرحية
تدور المسرحية حول سيد الهارب من تنفيذ عقوبة السجن لمدة عام بتهمة ضرب أحد النصابين من أصحاب شركات توظيف الأموال، ويتوجه للاحتماء في منزل خاله الطباخ الذي يعمل لدى عائلة أحد الأثرياء ويُساعد خاله بخدمة العائلة أيضًا. يتم طلاق ابنة الثري صاحب المنزل للمرة الثالثة لتعدد خلافاتهما وشجارهما فيتم اختيار سيد ليقوم بدور المُحلل، لكنه يشترط نقل زوجته الثرية للإقامة معه في البدروم الذي تعيش فيه أمه، فيسارع الأب لنقلها إلى القصر، لكنها ترفض بعد وقوعها في حب سيد؛ كما يهرب زوجها السابق للخارج بعد استيلاءه على أموالها.

## طاقم العمل
- عادل إمام  (بدور سيد الكواوي)
- عمر الحريري  (بدور عاصم)
- سوسن بدر  (بدور هدى - عروض السنوات الأولى)
- مشيرة إسماعيل  (بدور هدى - بعد اعتذار سوسن بدر) .
- رجاء الجداوي  (بدور درية هانم)
- مصطفى متولي  (بدور شريف)
- يوسف داوود  (بدور جملاوي)
- فاروق فلوكس  (بدور ميلاد)
- بدر نوفل  (بدور مغاوري خال سيد)
- نعيم عيسى (بدور مأذون الزواج)